# 達明一派 (EP)
達明一派首張EP，以12吋黑膠唱片形式和卡式錄音帶發售，1986年3月27日發行。唱片監製為黃祖輝，張叔平負責唱片美術指導及封面設計，型象攝影黃偉國。全輯唱片只有四首歌曲，分別為唱片A面收錄《繼續追尋》及《愛的作弄》，以及唱片B面收錄《惑星》及《模特兒》。當時香港樂壇樂隊熱潮開始興起，太極樂隊、Beyond及小島樂隊等先後組成，達明一派推出首張EP測試市場的反應，平頭的劉以達、長髮的黃耀明，加上俞琤為他們取了一個獨特的組合名字，使到外間開始認識及接受達明一派，於是在同年9月推出《達明一派II》大碟。
多年後黃耀明表示，EP推出當日，正是已故創作歌手盧凱彤的生日，而盧氏最終因躁鬱症復發，於2018年8月5日跳樓自殺，終年32歲。

## 曲目
全碟作詞：陳少琪　（下面註明例外曲目）　全碟作曲及編曲：劉以達　全碟監製：黃祖輝
| A面  | A面                      |
| 曲序 | 曲目                     |
| ---- | ------------------------ |
| 1.   | 繼續追尋（作詞：潘源良） |
| 2.   | 愛的作弄                 |

| B面  | B面    |
| 曲序 | 曲目   |
| ---- | ------ |
| 3.   | 惑星   |
| 4.   | 模特兒 |